# Küküllő vármegye

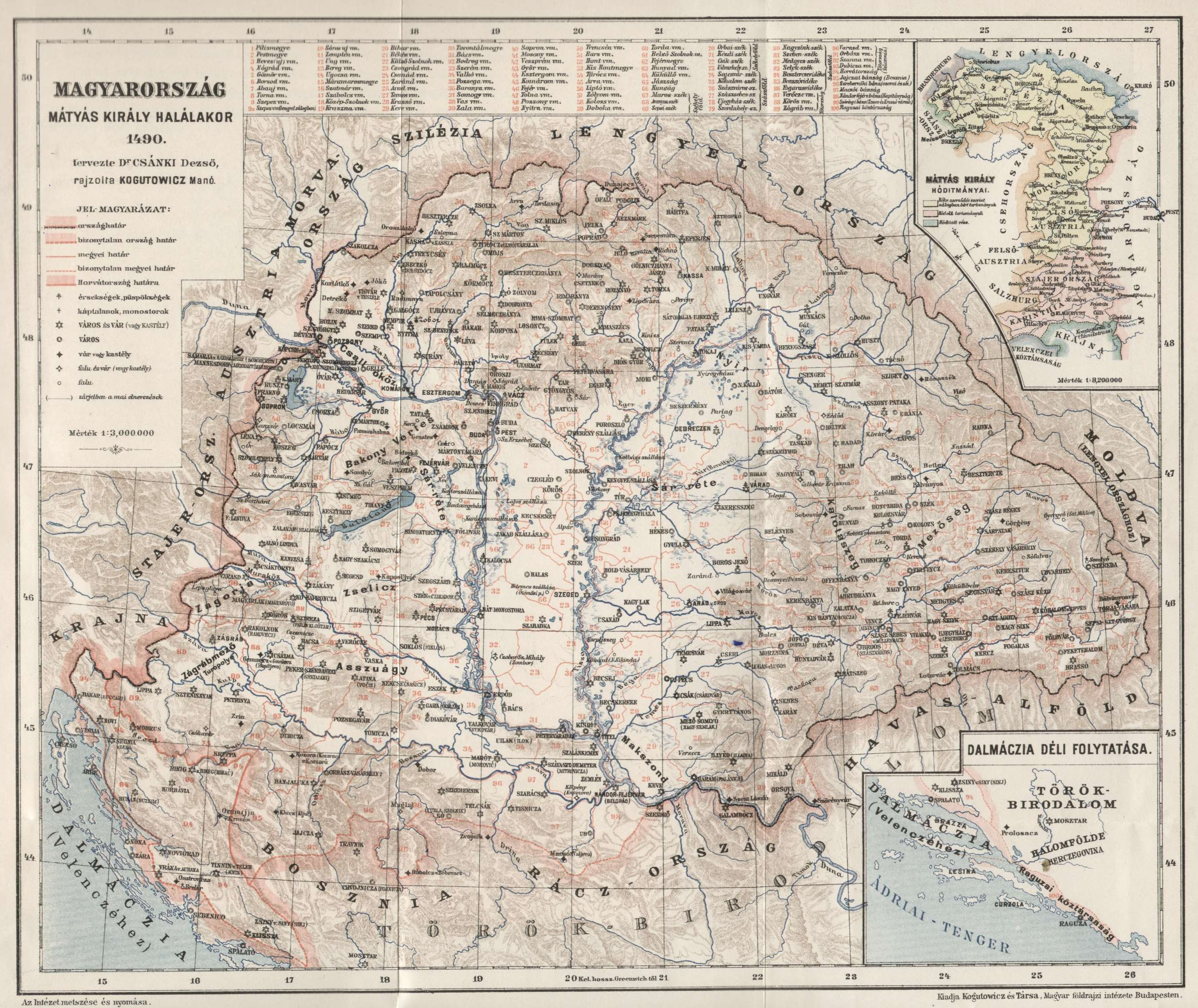
Csánki Dezső–Kogutowicz Manó: Magyarország Mátyás király halálakor

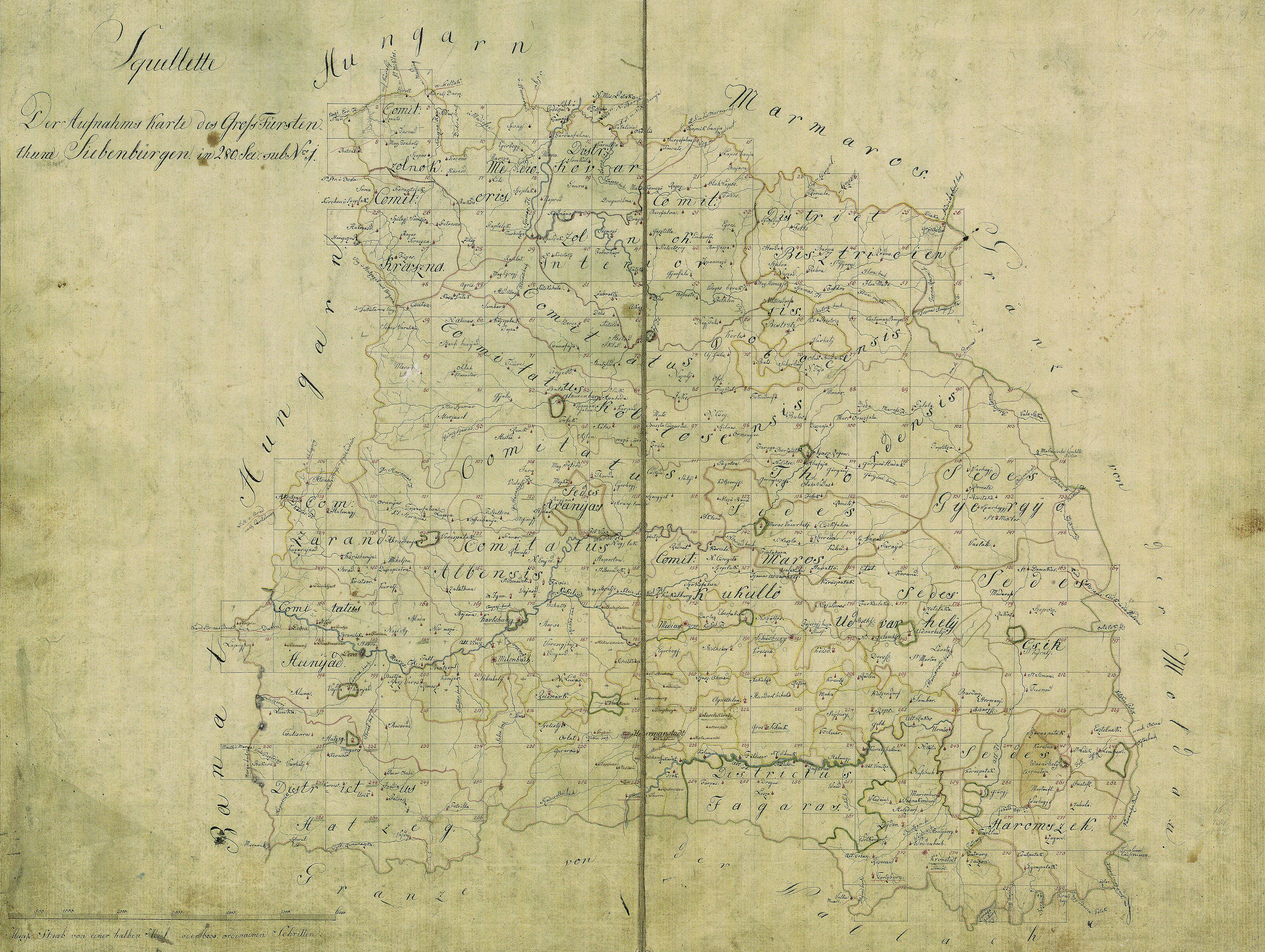
Közigazgatási beosztás az első katonai felmérés térképművének részletén

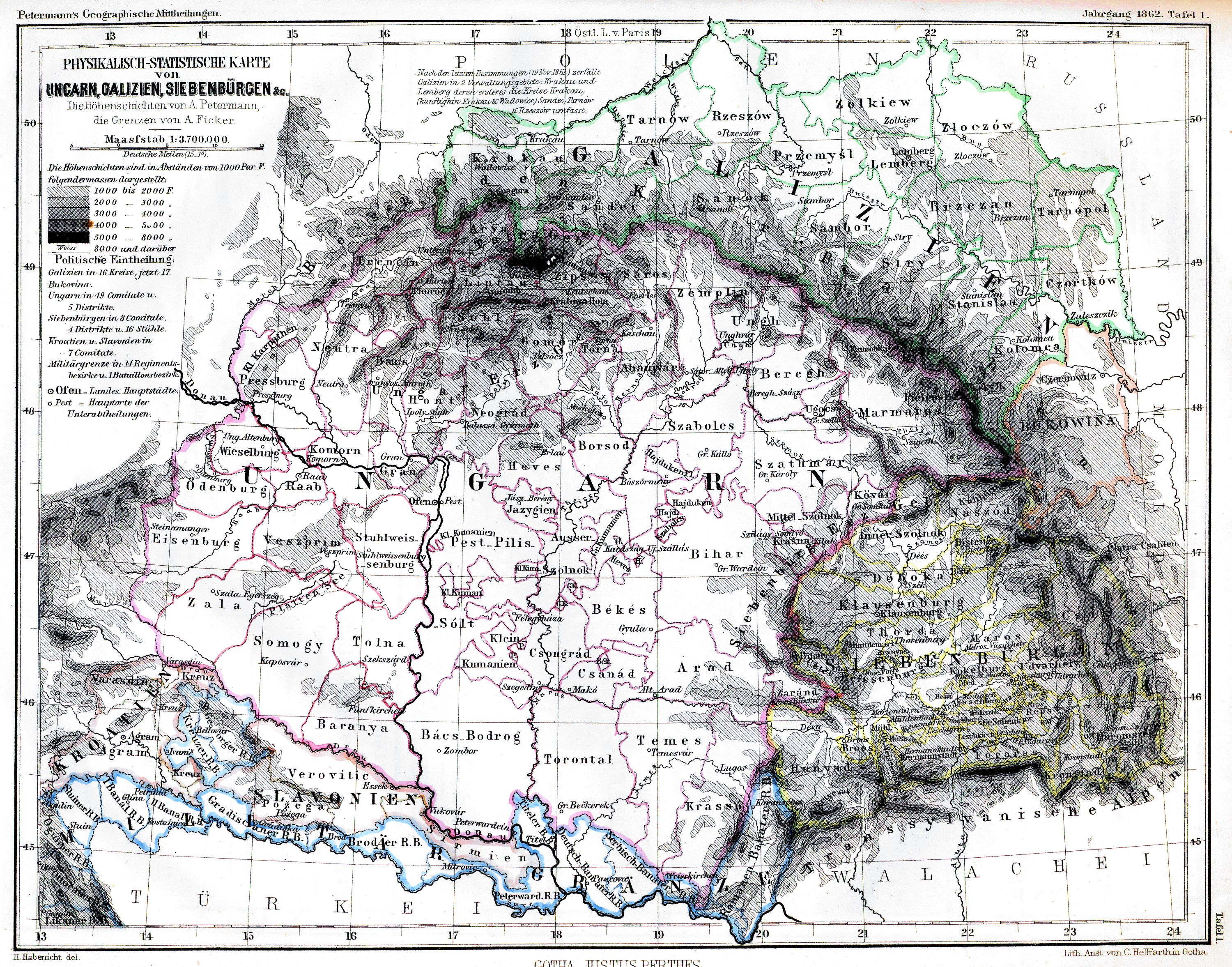
Közigazgatási egységek egy 1862-es térképen

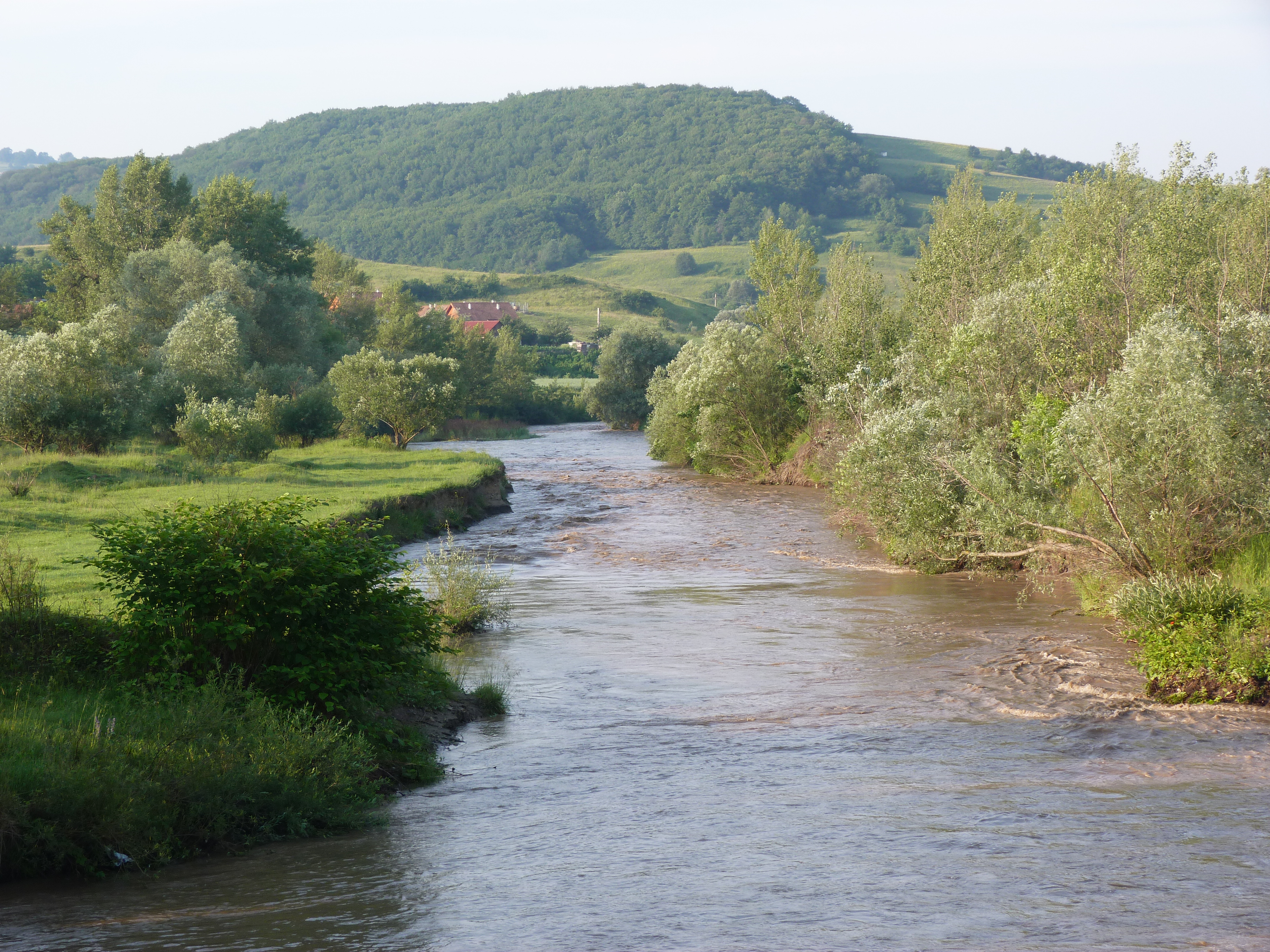
A Küküllő Székelykeresztúrnál

Küküllő vármegyét Szent István király hozta létre az államalapítás és a királyi vármegyerendszer megszervezése idején Erdélyben Küküllővár központtal. Eredeti területe nagyjából az 1876-os megyerendezés utáni Kis-Küküllő és Nagy-Küküllő vármegyék, valamint Udvarhelyszék és Csíkszék területét foglalta magában. A 19. századra azonban kiterjedése jóval kisebb lett, és az 1876-os megyerendezés során lényegében a maradék Küküllő megye nevét változtatták Kis-Küküllőre.

## Fekvése
Az Erdélyi-medence déli felének közepén, a két Küküllő alsó szakasza között és a Kis-Küküllő északi partja mentén terült el, de északon a Nyárád Marosba torkollása környékén átterjedt a Maros folyóig is.

## Története
A megye területe már az őskortól lakott terület volt. A honfoglaló magyarság a krónikák szerint 895-ben nyomult be Erdélybe. Területét és a 10. század körül felépült várát a fennmaradt adatok szerint eleinte az Árpádok birtokolhatták. A 10. század második felében Küküllővár és a Küküllők mente a Gyulafehérváron székelő Gyulák kezére juthatott, a Küküllő menti szálláshelyekből következtetve. A vármegye helyneveinek vizsgálata alapján a megye területe az ezredfordulón az erdélyi Gyula családtagjainak: két fiának [Bua és Buhna (Bonyha)], valamint nővérének Saroltnak, a nagyfejedelem özvegyének kijelölt szállásterülete volt, ahol téli és nyári udvarhelyeik voltak.
A fentiek szerint Küküllő megye a Gyulák tartományának a családtagok részére kihasított részéből alakult. Gyula 1003-ban történt leverése után István király Gyula két fiát a Dunántúlra telepítette át. Valószínűleg ez után jelölte ki István király a Kis-Küküllő mentén épült Küküllővárat megyeközpontul illetve a vár fenntartására rendelt mellé falvakat és népeket. Az István kori megyék közé sorolását teszi valószínűvé az is, hogy a várat és annak egyik tartozékát; Bodon falut 1177-ben már említették egy oklevélben, míg a vár többi tartozéka: köztük Fajsz, Bajom, Kápolna is csak 14. századi oklevelekből ismert és küküllei ispánt is csak 1214-ben említettek először, ekkor is csak mint egy bűnügy bíráját.
A tatárjárás e vidéken is komoly pusztítást okozott, a fennmaradt adatok szerint a Küküllővárba menekült sok ezres tömeg ott lelte halálát. A Küküllő völgyének elnéptelenedése után a megyébe délről tömegesen beköltöző szászokat valószínűleg V. István ifjú király telepítette be.
A 13. század elejétől kezdve erősödő nagybirtok a század végére vált váruradalommá. Elsőként Kán László vajda tűnt fel, aki a Nagyküküllő torkolata közelében építette fel Egervárát és gyarapította azt birtokokkal, de neki tulajdonítható a Gógányváralja feletti Újvár építése is. Ugyanakkor a Szalók nemzetség itteni ága is várat emelt a Kis-Küküllő menti Kendhidán és szerzett telepítési kiváltságot almási uradalmának fejlesztésére 1317-ben.
Károly Róbert király véget vetett Kán László kiskirályságának. Eger várát leromboltatta, tartozékait hívének Talmácsi Miklósnak adta át. Újvárat uradalmával együtt magának, illetve az erdélyi vajda számára tartotta fenn, míg Küküllővárba hívét; a Hontpázmány nemzetségbeli Pogány Istvánt rendelte várnagynak, Küküllővár emellett elvesztette eddigi központi jellegét.
Egy 1331 évi kiadvány szerint a nemesi megye első feltűnésekor a megyegyűlést az Újvárhoz tartozó Csáváson tartották. A nemesi vármegye szervezete ekkor az ispán mellett két középbirtokos szolgabíróból állt, ők is idegenből származtak a megyébe: az egyik az Esztergom megyei Nána-Beszter nemzetségből való Haranglábi Beszter fia Domokos, a másik a székely Apor fia László volt.
A megye nemzetség viszonyait illetően a nyugati részeken lakó kevés, a helynevekben is jelentkező szlávság, valamint a szancsali böszörmény és a Maros menti besenyő telep az Árpád-kor végére beolvadt a nagyobb számú környezetbe. A túlnyomóan magyar helynévanyag a 13-14. században történt szász betelepítések nyomán bővült (pl. Ekemező-Propsdorf, Hosszúaszó-Langenthal). A szászság nem csupán a Medgyes- és Segesvárszékhez kapcsolt falvakban telepedett meg, hanem a Maros-Küküllő vízválasztóig több helyen királyi és magánbirtokokon is. A szászság jelenlétét az etnikumjelző (Mikeszásza) név mellett
a pápai tizedjegyzékben szereplő német papnevek is jelzik (Bajom, Ebesfalva-Erzsébetváros, Kápolna I., Kund, Mikeszásza, Szentlászló, Szentmárton, Szentmiklós, Szépmező, Tatárlaka, Zsidve), ezekhez nyugodtan hozzászámolható még a német birtokos kezén levő és a tizedlajstromban magasabb összeggel jelentkező Bolkács, Ekemező, Hosszúaszó, valamint a német nevű telepesekkel rendelkező Dicsőszentmárton és Fajsz is.
Román lakosságnak 1332-1337-ig semmi nyoma nincs még a megyében, megtelepedése csak a 14. századtól számítható.
A megye gazdasági és társadalmi viszonyairól kevés okleveles adat marad. A 13. században a fő termelési mód az ekés földművelés volt, kezdetben a sík mezők feltörésével, később irtott tisztásokon. Kert- és szőlőgazdaságok nyomai a Nagyküküllő menti helynevekben maradtak fenn: Almás, Szőlős, valamint a Bún és Péterfalva tartozékaként említett szőlők. Vízimalom hajtására mindkét Küküllő vizét felhasználták. A megye kereskedelmére, pedig úthálózatából következtethetünk: fő útjai a nagy folyók vonalát követték. A Maros bal partját követő főút pl. Nyárádtőnél érkezett a megyébe, és leágazása volt innen dél felé, Kápolna irányába, míg a Küküllő fő útja kelet felől a jobb parton érkezett és Széplaknál kelt át a déli oldalra.
1870-ben 94.895 lakosa volt, melyből 34.949 (36,8%) görög katolikus, 19.574 (20,6%) ortodox, 16.024 (16,9%) református, 14.312 (15,1%) evangélikus, 4.236 (4,5%) római katolikus, 3.925 (4,1%) unitárius, 1.254 (1,3%) izraelita és 621 egyéb (főleg örmény katolikus) vallású. 57,4% román, 25,5% magyar, 15% német és 1,3% zsidó nemzetiségű.